# Lake Worth (Texas)
Lake Worth város az USA Texas államában, Tarrant megyében. Lakosainak száma 4711 fő (2020. április 1.).

## Népesség
A település népességének változása:

| 2010 | 4 584 |
| 2020 | 4 711 |